# Jean Jadot (archevêque)
Pour les articles homonymes, voir Jadot.
Jean Jadot, né le 23 novembre 1909 à Bruxelles et mort le 21 janvier 2009 à Woluwe-Saint-Pierre, est un prélat diplomate belge de l'Église catholique. Il est délégué apostolique aux États-Unis de 1973 à 1980, et président du Secrétariat des Non-Chrétiens de 1980 à 1984.

## Biographie
Jean Jadot nait à Bruxelles le 23 novembre 1909, dans une famille de la haute bourgeoisie qui compte de nombreux ingénieurs; son père, Lambert Jadot, est un ingénieur électricien, notamment à la tête de la Compagnie BCK. Sa mère Gabrielle Flanneau, née à Bruxelles le 31 décembre 1888, est la fille de l'architecte Octave Flanneau et de Marie-Thérèse Crocq (fille du médecin et sénateur Jean Crocq) et la petite-fille de l'architecte Eugène Flanneau. Son oncle Jean Jadot est un célèbre ingénieur et banquier, qui a réalisé d'importants projets industriels (infrastructures, chemins de fer, électricité, etc.) en Égypte, en Chine et au Congo belge, parmi d'autres.
En 1926, il entre à l'Université catholique de Louvain, où il obtient le grade de Docteur en philosophie « magna cum laude » en 1930. Sa thèse porte sur le travail d'Alfred Edward Taylor.
Malgré l'opposition de son père, il entre au séminaire archiépiscopal de Malines-Bruxelles et est ordonné prêtre par le cardinal Van Roey le 11 février 1934.
Le 23 février 1968, Jean Jadot est nommé archevêque titulaire de Zuri (de) et délégué apostolique au Laos (en), Singapour (en) et Malaisie (en). Il est consacré évêque par le cardinal Suenens le 1er mai 1968.
Il est nommé pro-nonce apostolique en Thaïlande (en) le 28 août 1969. Le 15 mai 1971, il est nommé pro-nonce apostolique au Gabon (en) et au Cameroun et délégué apostolique en Guinée équatoriale (en).
Le 23 mai 1974, il est nommé délégué apostolique aux États-Unis et reste à ce poste jusqu'au 27 juin 1980; il est alors nommé comme pro-président du Secrétariat pour les non-chrétiens. Il garde ce dernier poste jusqu'à sa retraite, le 8 avril 1984.
Le 19 juin 1982, il ordonne prêtre Robert Francis Prevost, qui devient le 8 mai 2025 pape sous le nom de Léon XIV.
Il est considéré comme un leader progressiste dans l'Église aux États-Unis et suscite parfois les oppositions par ses déclarations et ses décisions. Il est vu favorablement par le Vatican sous le pape Paul VI, qui refuse sa démission. Deux papes plus tard, Jean Paul II accepte finalement la démission de Jean Jadot en 1980. Il lui nomme un successeur en la personne de Pio Laghi qui propose des nominations d'évêques américains plus en ligne avec le Magistère.
Jean Jadot est bien connu, surtout sous Jean Paul II, pour ses vues progressistes sans lesquelles il aurait pu devenir cardinal.[réf. nécessaire]
Il meurt presque centenaire à Woluwe-Saint-Pierre, en Belgique, le 21 janvier 2009.

## Succession apostolique
Jean Jadot a ordonné les évêques suivants :
- Archevêque Robert Fortune Sanchez (en) (1974)
- Archevêque Rembert George Weakland, O.S.B. (1977)